# Obervisse

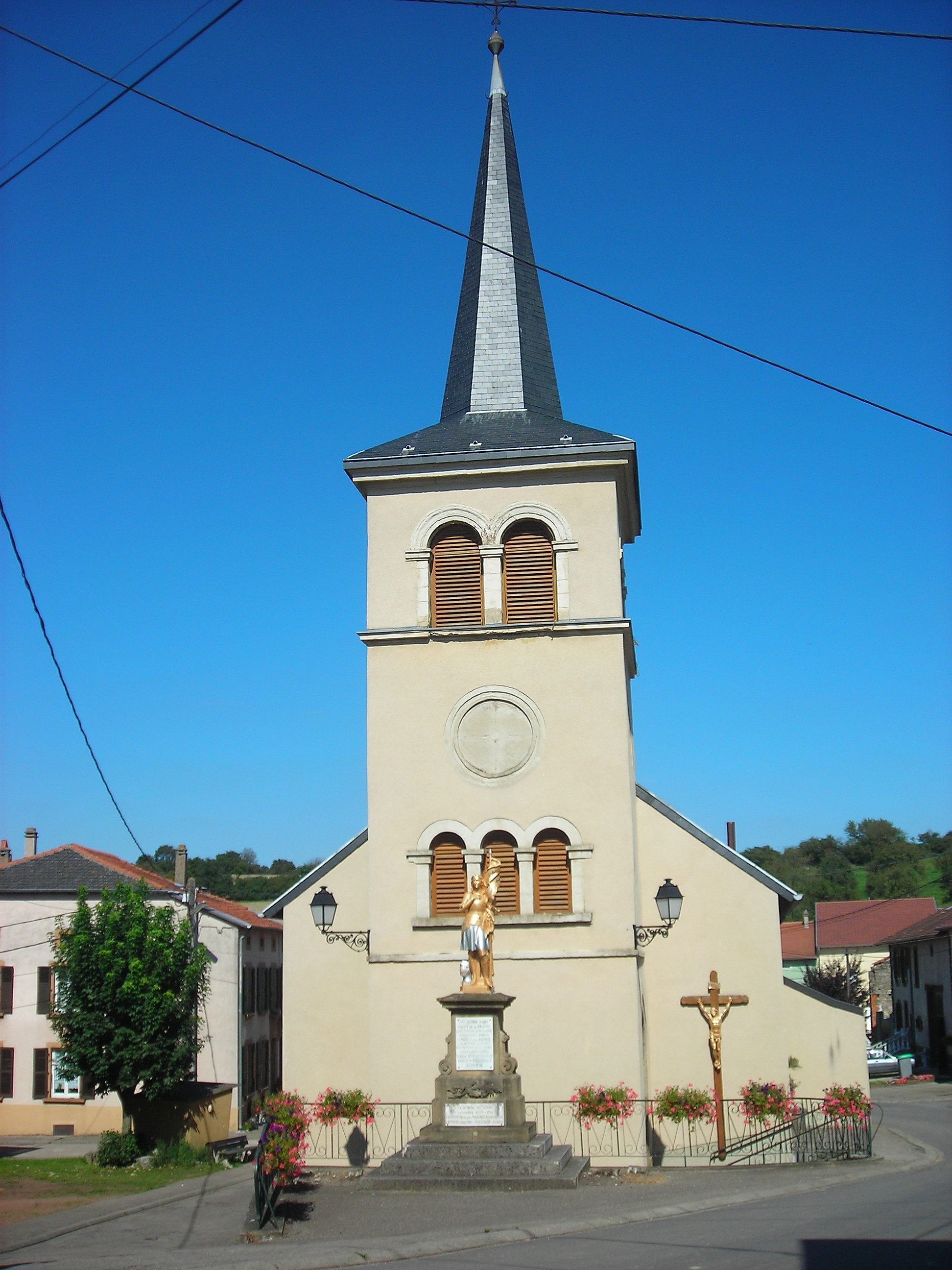
Kirche St. Hubert

Obervisse (deutsch Oberwiese) ist eine französische Gemeinde mit 157 Einwohnern (Stand 1. Januar 2022) im Département Moselle in der Region Grand Est (bis 2015 Lothringen).

## Geographie
Die Gemeinde  liegt in Lothringen, 34 Kilometer östlich von Metz, acht Kilometer südöstlich von Boulay-Moselle (Bolchen) und 15 Kilometer westlich des Grenzortes Freyming-Merlebach (Freimengen-Merlenbach) an der Grenze zum Saarland.

## Geschichte
Schon zu gallo-römischer Zeit gab es hier eine Siedlung. Im Süden der Gemeinde verläuft eine ehemalige Römerstraße. Der Ort wurde 1391 erstmals als Haud-Veize erwähnt und lag auf dem Territorium des Heiligen Römischen Reichs.
Um 1871 war das Dorf Oberwiese ein Ortsteil der Gemeinde Niederwiese im Kreis Bolchen im Bezirk Lothringen des Reichslandes Elsass-Lothringen.
Durch Verordnung des Bezirkspräsidenten zu Metz vom 13. Dezember 1880 wurde Oberwiese vom 1. Januar 1881 ab zur selbständigen Gemeinde erhoben.
Nach dem Ersten Weltkrieg musste die Region aufgrund der Bestimmungen des Versailler Vertrags 1919 an Frankreich abgetreten werden. Im Zweiten Weltkrieg war die Region von der deutschen Wehrmacht besetzt, und der Ort stand bis 1944 unter deutscher Verwaltung.

### Demographie
Im Jahr 1880 hatte Oberwiese eine Gemarkungsfläche von 440 Hektar, 44 bewohnte Häuser und 201 ausschließlich römisch-katholische Einwohner.  1895 wurden 312 Einwohner gezählt.
| Jahr      | 1962 | 1968 | 1975 | 1982 | 1990 | 1999 | 2009 | 2019 |
| Einwohner | 111  | 114  | 109  | 104  | 119  | 126  | 154  | 160  |

## Wappen
Die drei Eicheln im Gemeindewappen zeugen von der früheren Abhängigkeit vom Benediktinerkloster Glandern in Longeville-lès-Saint-Avold; Geweih und Kreuz sind die Attribute des Heiligen Hubertus, des Schutzpatrons der Dorfkirche. Die grüne Grundfarbe symbolisiert den Ortsnamen (Oberwiese).

## Sehenswürdigkeiten
- Kirche St. Hubert aus dem 19. Jahrhundert
- Überreste der Maginot-Linie
- Nachbildung der Lourdes-Grotte

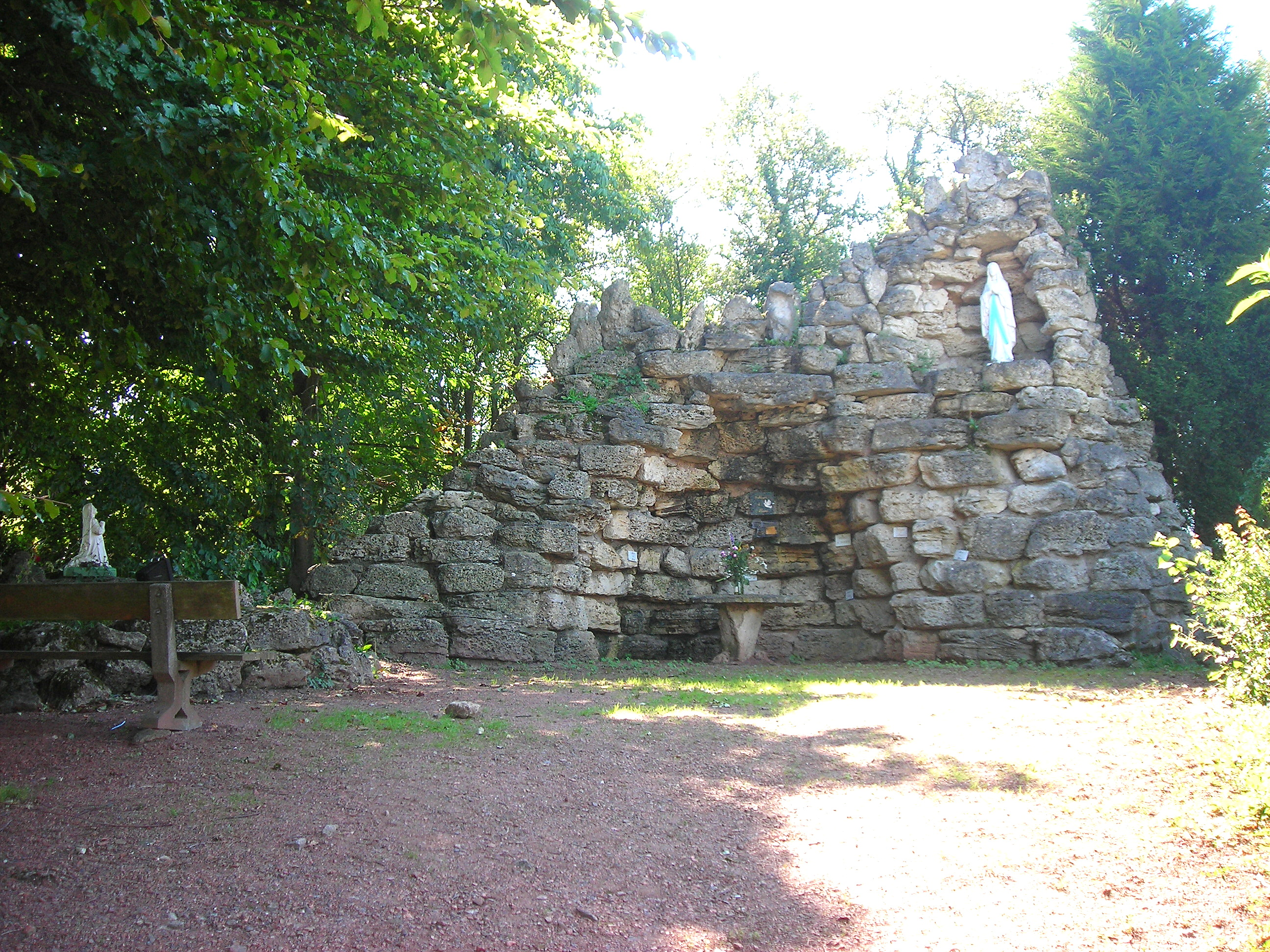
Replik der Lourdes-Grotte
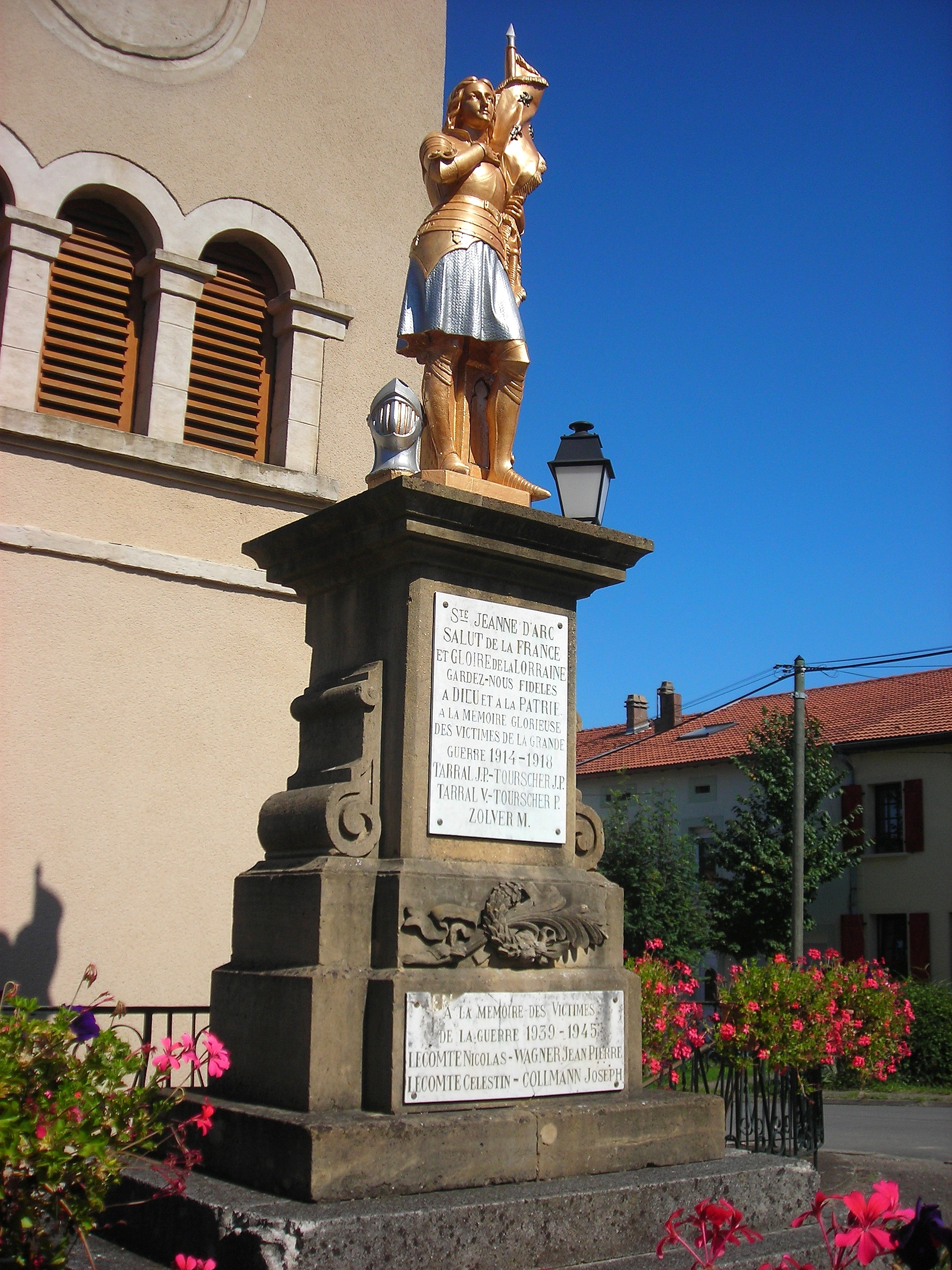
Gefallenendenkmal